# Scinax melloi
Scinax melloi là một loài ếch trong họ Nhái bén. Chúng là loài đặc hữu của Brasil.
Môi trường sống tự nhiên của nó là các khu rừng vùng núi ẩm nhiệt đới hoặc cận nhiệt đới.